# Laç
Laç es una localidad albanesa del condado de Lezhë, capital administrativa del municipio de Kurbin desde 2015. La población de la unidad administrativa es de 17 086 habitantes (censo de 2011).
Se ubica unos 15 km al sur de la capital condal Lezhë.
La localidad es la sede del Klubi Futbollit Laçi, un equipo de fútbol que desde 2010 ha jugado varias temporadas de la fase clasificatoria de la Liga Europa de la UEFA.
La unidad administrativa es urbana y solamente contiene la localidad de Laç, aunque el barrio periférico de Sanxhak, situado justo al sur de Laç, se considera formalmente una localidad aparte dentro de la unidad administrativa.